# Sainghin-en-Weppes
Pour les articles homonymes, voir Sainghin.
Sainghin-en-Weppes est une commune française située dans le département du Nord (59), en région Hauts-de-France. Elle fait partie de la Métropole européenne de Lille.
Ses habitants sont appelés les Sainghinois. Le nom jeté des habitants est « Les mangeurs de chats ».

## Géographie
Située à la périphérie de Lille, non loin de Lens et Béthune et du bassin minier du Nord-Pas-de-Calais.
Bordée au nord par la Nationale 41 et au sud par le canal de la Deûle, Sainghin-en-Weppes est située à 15 kilomètres au sud-ouest de Lille. La ville possède une importante gare de triage connue sous le nom de la gare de Don-Sainghin. Cette gare permet d'accéder à Lille, Lens et Béthune.
La ville est traversée du nord au sud par une rue principale portant 6 noms : rue Gambetta, place Général de Gaulle, rue Capitaine Lheureux, rue Jules Guesde, rue du Général Leclerc et rue Jean Jaurès.
Un hameau est maintenant intégré à la ville : le hameau d'Hocron.
Plusieurs lieux-dits sont connus des Sainghinois :
- Hocron ;
- le Nouveau Monde ;
- le Bout-de-la-ville.

### Communes limitrophes

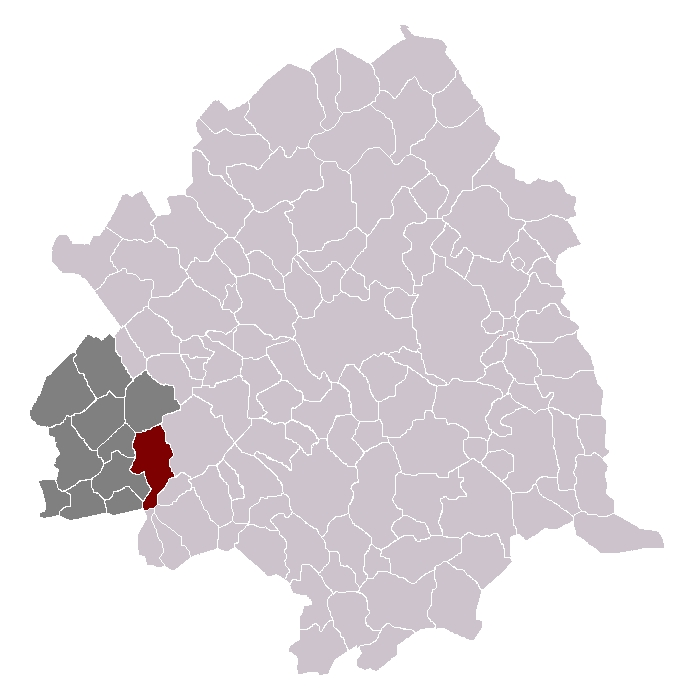
Sainghin-en-Weppes dans son canton et son arrondissement.

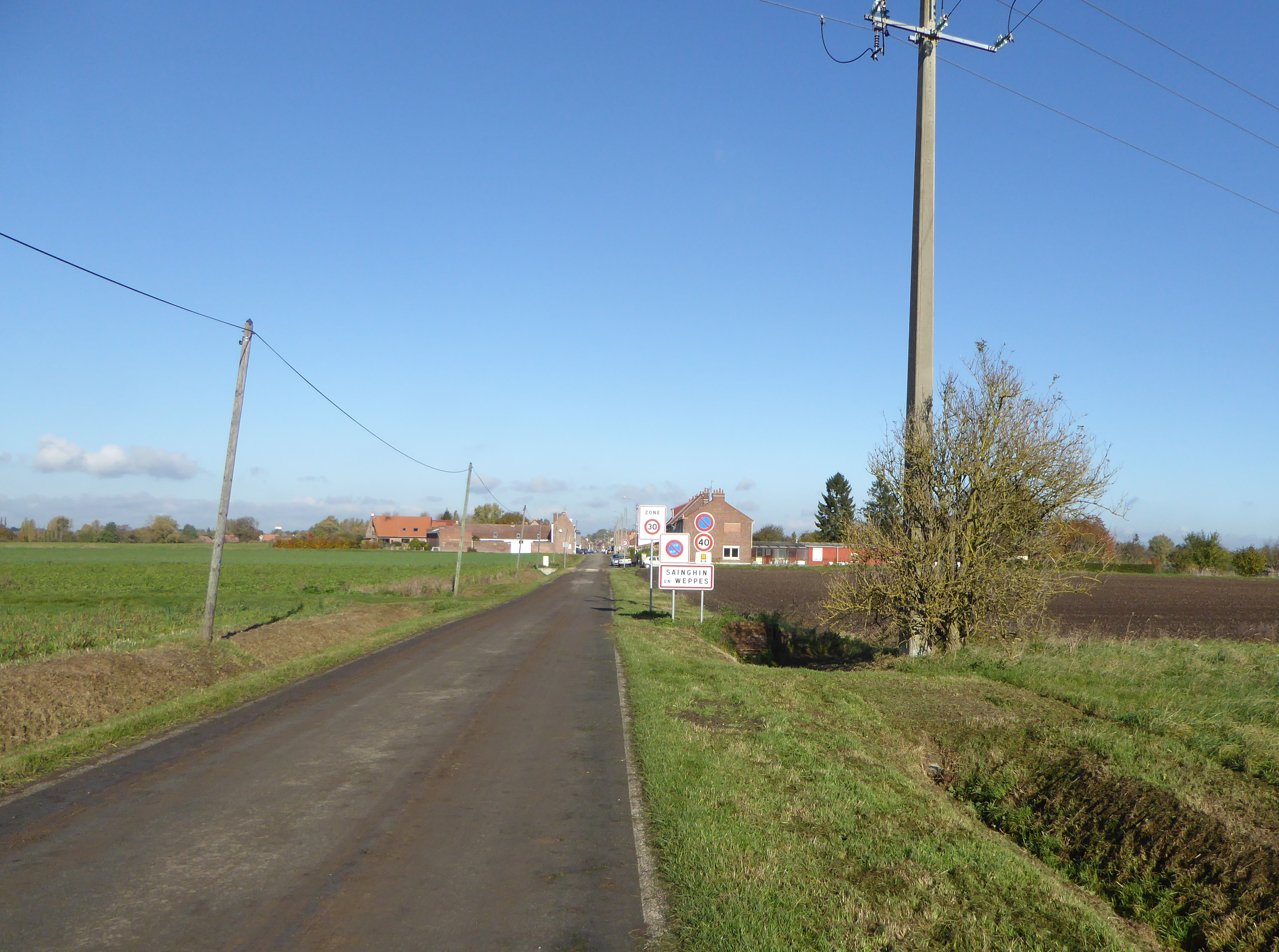
Une des entrées de Sainghin-en-Weppes.

| Wicres               | Fournes-en-Weppes  |        |
| Marquillies          | Sainghin-en-Weppes | Wavrin |
| Billy-Berclau Bauvin | Annœullin          | Don    |

### Hydrographie

#### Réseau hydrographique
La commune est située dans le bassin Artois-Picardie. Elle est drainée par la rigole du Nord, la Libaude, le Flot de Wingles Aval, la rigole du Roi, le Courant Saint-Martin, la Ferme du Coquerez, la Fontaine, la Place, l'Ancien canal de la Deûle, le Filet de mortreux, l'Hocron et divers autres petits cours d'eau,.
La Rigole du Nord, d'une longueur de 16 km, prend sa source dans la commune de Bauvin et se jette  dans le canal de la Deûle à Sequedin, après avoir traversé sept communes. 
La Libaude, d'une longueur de 10 km, prend sa source au sud de la commune de Fournes-en-Weppes coule globalement du nord-est vers le sud-ouest et se jette  dans le Courant Saint-Martin et le Flot de Wingles au sud de la commune de Marquillies, après avoir traversé six communes. 

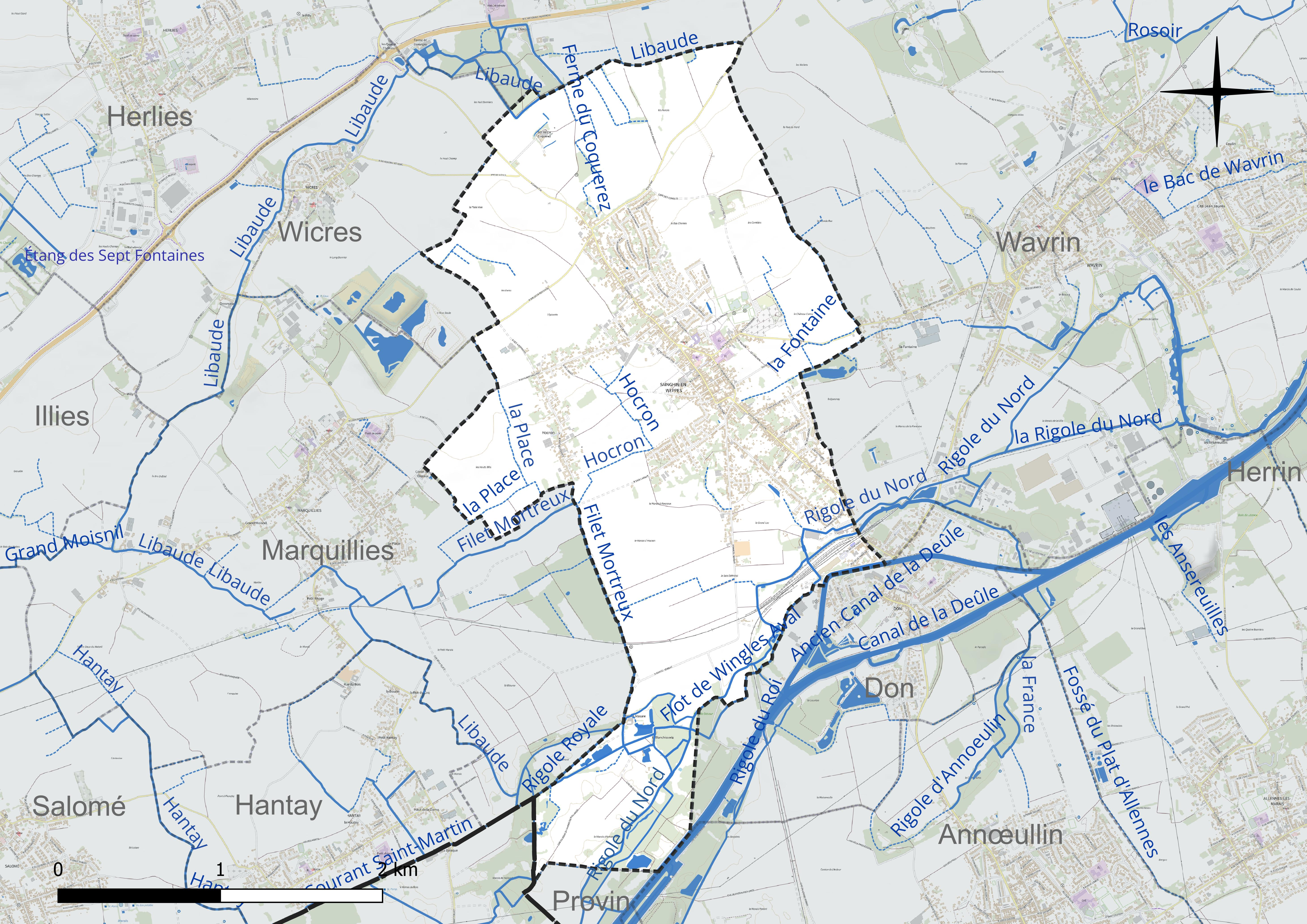
Réseau hydrographique de Sainghin-en-Weppes.

#### Gestion et qualité des eaux
Le territoire communal est couvert par le schéma d'aménagement et de gestion des eaux (SAGE) « Marque Deûle ». Ce document de planification concerne un territoire de 1 120 km2 de superficie, délimité par les bassins versants de la Marque et de la Deûle, formant une vaste cuvette sédimentaire de 40 km de long et de 25 km de large, où la pente est très faible. Le périmètre a été arrêté le 2 décembre 2005 et le SAGE proprement dit a été approuvé le 9 mars 2020. La structure porteuse de l'élaboration et de la mise en œuvre est la Métropole européenne de Lille. 
La qualité des cours d'eau peut être consultée sur un site dédié géré par les agences de l'eau et l'Agence française pour la biodiversité. 

### Climat
Pour des articles plus généraux, voir Climat des Hauts-de-France et Climat du Nord.
En 2010, le climat de la commune est de type climat océanique dégradé des plaines du Centre et du Nord, selon une étude du CNRS s'appuyant sur une série de données couvrant la période 1971-2000. En 2020, Météo-France publie une typologie des climats de la France métropolitaine dans laquelle la commune est exposée à un climat océanique et est dans la région climatique  Nord-est du bassin Parisien, caractérisée par un ensoleillement médiocre, une pluviométrie moyenne régulièrement répartie au cours de l'année et un hiver froid (3 °C). 
Pour la période 1971-2000, la température annuelle moyenne est de 10,5 °C, avec une amplitude thermique annuelle de 14,2 °C. Le cumul annuel moyen de précipitations est de 702 mm, avec 12,1 jours de précipitations en janvier et 9 jours en juillet. Pour la période 1991-2020, la température moyenne annuelle observée sur la station météorologique la plus proche, située sur la commune de Lesquin à 15 km à vol d'oiseau, est de 11,3 °C et le cumul annuel moyen de précipitations est de 740,0 mm,. Pour l'avenir, les paramètres climatiques de la commune estimés pour 2050 selon différents scénarios d'émission de gaz à effet de serre sont consultables sur un site dédié publié par Météo-France en novembre 2022.

## Urbanisme

### Typologie
Au 1er janvier 2024, Sainghin-en-Weppes est catégorisée ceinture urbaine, selon la nouvelle grille communale de densité à sept niveaux définie par l'Insee en 2022.
Elle appartient à l'unité urbaine de Wavrin, une agglomération intra-départementale regroupant trois  communes, dont elle est une commune de la banlieue,,. Par ailleurs la commune fait partie de l'aire d'attraction de Lille (partie française), dont elle est une commune de la couronne,. Cette aire, qui regroupe 201 communes, est catégorisée dans les aires de 700 000 habitants ou plus (hors Paris),.

### Occupation des sols
L'occupation des sols de la commune, telle qu'elle ressort de la base de données européenne d'occupation biophysique des sols Corine Land Cover (CLC), est marquée par l'importance des territoires agricoles (72,1 % en 2018), en diminution par rapport à 1990 (76,1 %). La répartition détaillée en 2018 est la suivante : 
terres arables (68,2 %), zones urbanisées (23,2 %), forêts (4,6 %), prairies (3,7 %), zones agricoles hétérogènes (0,2 %), eaux continentales (0,1 %). L'évolution de l'occupation des sols de la commune et de ses infrastructures peut être observée sur les différentes représentations cartographiques du territoire : la carte de Cassini (XVIIIe siècle), la carte d'état-major (1820-1866) et les cartes ou photos aériennes de l'IGN pour la période actuelle (1950 à aujourd'hui).

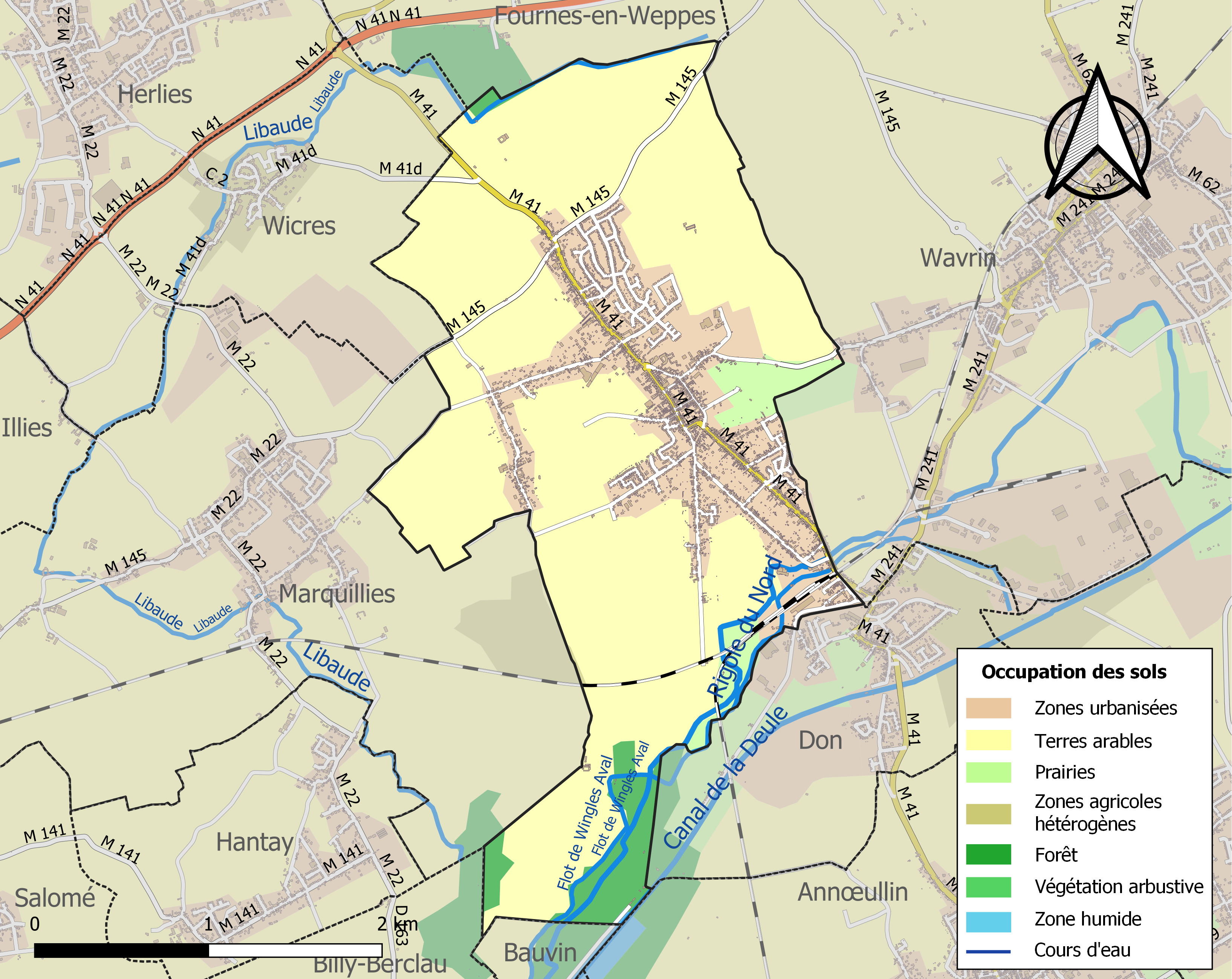
Carte des infrastructures et de l'occupation des sols de la commune en 2018 (CLC).

### Voies de communication et transports
La gare de Don - Sainghin est située sur le territoire communal. Elle est desservie par des trains TER Hauts-de-France assurant des missions entre les gares de Lille-Flandres et de Béthune, ou de Lens, ou de Saint-Pol-sur-Ternoise.
La commune est desservie, en 2023, par les lignes 61, 917, 929, 932 et par les lignes de transport à la demande 22R, 28R et 61R du réseau Ilévia.

## Toponymie
Sengin (1064), Seiguin (1070), Senghin (1193), Samghin en Weppes (1793), Sainghin-en-Wespe (1801).

## Histoire

### Avant laRévolution française
Pierre Malet de Coupigny, seigneur d'Hocron, sur la commune actuelle de Sainghin-en-Weppes, combat et trouve la mort lors de la bataille d'Azincourt en 1415.
François Hespel II (Famille D'Hespel) , écuyer, est seigneur d'Hocron (ce bien consiste alors en un grand manoir, des granges, des étables, un colombier, des jardins et une métairie) vers 1630. Fils de François Hespel Ier, marchand, bourgeois de Lille et de Catherine Miroul, il est baptisé à Lille le 15 janvier 1607. Il devient bourgeois de Lille le 8 janvier 1628 et greffier des États de Lille. Il fait carrière à la Chambre des comptes de Lille. Nommé auditeur ordinaire supernuméraire  le 25 août 1653, il passe maître extraordinaire le 12 juillet 1654, auditeur extraordinaire le 19 juin 1656. Il est confirmé en tant que noble le 6 juillet 1663. Il épouse Marguerite Poulle, née le 17 février 1604, fille de Jean Poulle, seigneur de Camp Marchand à Houplines, du Vas, bourgeois de Lille et de Marie de Fourmestraux, dont postérité,.
Pierre-Clément Hespel (1660-1723) est seigneur d'Hocron et Lestocquoy (sur Fournes-en-Weppes). Petit-fils de François Hespel II, fils de François-Séraphin-Hespel Ier, écuyer, seigneur de La Vallée (sur Wavrin), bourgeois de Lille, licencié es lois, greffier des États de Lille, grand bailli de Comines, et de Marie-Hippolyte Vandenberghe, il est baptisé à Lille le 19 janvier 1660. Il devient bourgeois de Lille le 25 octobre 1685, receveur de la Présentation Notre-Dame de 1693 à 1736 et décède le 28 mars 1763, à l'âge de 83 ans, enterré au chœur de l'église Sainte-Marie-Madeleine de Lille. Il obtient des lettres de terrier données à Douai le 9 septembre 1724 pour ses terres d'Hocron et Lestocquoy à Fournes, dans la châtellenie de Lille, dont relevaient plusieurs fiefs. Il épouse à Lille le 29 mai 1685 Marguerite-Henriette Fruict, fille de Gilles, seigneur de Frémicourt et de Catherine Jacops, morte le 7 août 1736, et enterrée aux religieuses capucines de Lille.
Pierre-François-Séraphin Hespel (1687-1768), fils de Pierre-Clément, est seigneur d'Hocron, de Frémicourt. Il est baptisé à Lille le 11 mars 1687, devient bourgeois de Lille le 23 mai 1714, administrateur de la Noble famille (institution recueillant les jeunes filles nobles démunies) en 1730, député aux États de Lille la même année. Il meurt le 7 janvier 1768, à 80 ans, est inhumé dans le chœur de l'église de La Madeleine à Lille. Il épouse le 15 avril 1714 à Lille Isbergue-Albertine Rouvroy (1693-1720), fille de Jacques, seigneur de Fournes-en-Weppes, bourgeois de Lille, receveur de l'hôpital de la présentation Notre-Dame (Hospice Comtesse), trésorier de France au bureau de la généralité de Lille, et de Marie-Madeleine Aronio. Elle est baptisée à Lille le 22 mai 1693 et meurt le 6 mai 1720, inhumée dans l'église Saint-Maurice de Lille,.
Clément-Séraphin-Marie Hespel (1716-1784), écuyer, fils de Pierre-François-Séraphin, est seigneur d'Hocron, de Coisnes (sur Salomé). Il est baptisé à Lille le 6 décembre 1716, accède à la bourgeoisie de Lille le 1er février 1746, devient député aux États de Lille en 1763. Il meurt à Lille le 8 septembre 1784, est inhumé à Salomé. Il épouse à Lille le 26 juillet 1745 Henriette-Françoise de Wazières (1723-1781), dame de Hollebecque. Elle est la fille de François-Eugène Dominique, écuyer, seigneur de Roncq, de Beaupré sur Haubourdin, bourgeois de Lille et de Madeleine Françoise Cuvillon. Elle est baptisée à Lille le 5 septembre 1723 et meurt le 25 janvier 1781.
Clément-Henri-François Hespel (1748-1815), fils de Clément-Séraphin-Marie, écuyer, est seigneur de Coisnes, Hocron, Frémicourt, Hollebecque. Baptisé à Lille le 15 septembre 1748, bourgeois de Lille le 22 mars 1777, officier au régiment de Royal étranger cavalerie, il meurt à Lille le 8 mars 1815, à l'âge de 66 ans. Il épouse à Étricourt-Manancourt  le 19 juin 1776 Marie-Joseph-Jeanne-Gabrielle de Folleville, fille de Charles-François, marquis de Folleville, et de Marie-Jeanne-Marguerite Le Gras de Maurepaire. Née le 12 mai 1753, elle meurt à Lille le 20 février 1781.
Clément-Marie-Gabriel Hespel (1777-1853), fils de Clément-Henri-François, écuyer, est seigneur de Coisnes et de Hocron. Il nait à Coines le 2 octobre 1777, devient capitaine de la garde nationale mobile, est fait prisonnier à Gorcum en 1814 (Siège de Gorinchem (1813-1814). Il meurt à Saint-Nicolas (Flandre-Orientale), au pays de Waes le 14 mars 1853, à 75 ans. Il épouse à Saint-Nicholas en 1811 Marie-Emmanuelle Reynaerts, fille de Ferdinand-Philippe-Antoine-Jacques et de Marie-Catherine Van der Boonten, veuve de Frédéric-Augustin Scheeders. Née en 1765, elle meurt à Saint-Nicolas le 9 janvier 1848, à 73 ans.
Albéric-Charles-Henri Hespel (1778-1857), fils de Clément-Henri-François, est seigneur d'Hocron après son frère Clément-Marie-Gabriel.. Baptisé à Lille le 22 novembre 1778, reçu chevalier de minorité de l'Ordre de Malte le 8 février 1779, il meurt à Lille, célibataire , le 5 octobre 1857 à 78 ans.
Avant la création des départements, en 1790, la cité dépendait du comté d'Artois.

### Depuis 1789
Sainghin-en-Weppes fut la plaque tournante de la fraude de tabac dans le nord durant la seconde guerre mondiale.

## Héraldique
|  | Les armes de Sainghin-en-Weppes se blasonnent ainsi :« De gueules au chef d'or. » |

## Politique et administration

### Instances judiciaires et administratives
La commune relève du tribunal d'instance de Lille, du tribunal de grande instance de Lille, de la cour d'appel de Douai, du tribunal pour enfants de Lille, du tribunal de commerce de Tourcoing, du tribunal administratif de Lille et de la cour administrative d'appel de Douai.

## Population et société

### Démographie

#### Évolution démographique
L'évolution du nombre d'habitants est connue à travers les recensements de la population effectués dans la commune depuis 1793. Pour les communes de moins de 10 000 habitants, une enquête de recensement portant sur toute la population est réalisée tous les cinq ans, les populations de référence des années intermédiaires étant quant à elles estimées par interpolation ou extrapolation. Pour la commune, le premier recensement exhaustif entrant dans le cadre du nouveau dispositif a été réalisé en 2004.

En 2022, la commune comptait 5 663 habitants, en évolution de +0,41 % par rapport à 2016 (Nord : +0,51 %, France hors Mayotte : +2,11 %).
| 1793  | 1800  | 1806  | 1821  | 1831  | 1836  | 1841  | 1846  | 1851  |
| ----- | ----- | ----- | ----- | ----- | ----- | ----- | ----- | ----- |
| 1 636 | 1 771 | 1 871 | 1 919 | 2 010 | 2 057 | 2 109 | 2 093 | 2 032 |

| 1856  | 1861  | 1866  | 1872  | 1876  | 1881  | 1886  | 1891  | 1896  |
| ----- | ----- | ----- | ----- | ----- | ----- | ----- | ----- | ----- |
| 2 061 | 2 203 | 2 277 | 2 388 | 2 461 | 2 573 | 2 604 | 2 616 | 2 837 |

| 1901  | 1906  | 1911  | 1921  | 1926  | 1931  | 1936  | 1946  | 1954  |
| ----- | ----- | ----- | ----- | ----- | ----- | ----- | ----- | ----- |
| 2 960 | 3 099 | 3 281 | 2 938 | 3 246 | 3 469 | 3 510 | 3 687 | 3 842 |

| 1962  | 1968  | 1975  | 1982  | 1990  | 1999  | 2004  | 2006  | 2009  |
| ----- | ----- | ----- | ----- | ----- | ----- | ----- | ----- | ----- |
| 4 070 | 4 235 | 5 270 | 5 010 | 5 119 | 5 137 | 5 524 | 5 548 | 5 475 |

| 2014  | 2019  | 2022  | - | - | - | - | - | - |
| ----- | ----- | ----- | - | - | - | - | - | - |
| 5 614 | 5 481 | 5 663 | - | - | - | - | - | - |

#### Pyramide des âges
La population de la commune est relativement jeune.
En 2018, le taux de personnes d'un âge inférieur à 30 ans s'élève à 36,2 %, soit en dessous de la moyenne départementale (39,5 %). À l'inverse, le taux de personnes d'âge supérieur à 60 ans est de 23,6 % la même année, alors qu'il est de 22,5 % au niveau départemental.
En 2018, la commune comptait 2 650 hommes pour 2 883 femmes, soit un taux de 52,11 % de femmes, légèrement supérieur au taux départemental (51,77 %).
Les pyramides des âges de la commune et du département s'établissent comme suit.
| Hommes | Classe d’âge | Femmes |
| ------ | ------------ | ------ |
| 0,5    | 90 ou +      | 1,6    |
| 5,8    | 75-89 ans    | 9,3    |
| 14,2   | 60-74 ans    | 15,5   |
| 19,9   | 45-59 ans    | 20,2   |
| 20,3   | 30-44 ans    | 20,1   |
| 17,4   | 15-29 ans    | 15,4   |
| 21,9   | 0-14 ans     | 17,9   |

| Hommes | Classe d’âge | Femmes |
| ------ | ------------ | ------ |
| 0,5    | 90 ou +      | 1,4    |
| 5,3    | 75-89 ans    | 8,1    |
| 14,8   | 60-74 ans    | 16,2   |
| 19,1   | 45-59 ans    | 18,4   |
| 19,5   | 30-44 ans    | 18,7   |
| 20,7   | 15-29 ans    | 19,1   |
| 20,2   | 0-14 ans     | 18     |

## Lieux et monuments
- Église Saint-Pierre.
- Écomusée du cuir et de la tannerie Nory. Ce musée est aujourd'hui fermé.
- Gare de Don - Sainghin

## Personnalités liées à la commune
- Pascal Coffez, dessinateur de presse et illustrateur, né à Sainghin-en-Weppes.

## Pour approfondir